# Xiphinema americanum
Espèce
Xiphinema americanum (« nématode dague américain ») est une espèce de nématodes pathogènes des plantes originaire d'Amérique du Nord.
C'est une des nombreuses espèces du genre Xiphinema. Elle a été décrite pour la première fois en 1913 par Nathan Cobb, qui l'a trouvé tant dans l'est que dans l'ouest des États-Unis sur des racines de graminées fourragères, de maïs et d'arbres du genre Citrus.
Cette espèce est connue comme vecteur de plusieurs phytovirus. Elle a aussi été surnommée « nématode parasite le plus destructeur d'Amérique ». C'est l'un des quatre principaux nématodes parasites du sud-est des États-Unis,,.